# サザンクロス (稲垣潤一の曲)
「サザンクロス」は、1988年3月5日リリース、稲垣潤一13枚目のシングル。

## 解説
8枚目のオリジナル・アルバム『EDGE OF TIME』先行シングル。
「サザンクロス」…全日空春の沖縄キャンペーンイメージソング。

## 収録曲
- SIDE A

1. サザンクロス
  - 作詞：秋元康、作曲・編曲：林哲司

- SIDE B

1. Oh Darling
  - 作詞・作曲：稲垣潤一、編曲：TOPICS